# Banato de Bosnia
El Banato de Bosnia (en serbocroata: Banovina Bosna, Бановина Босна), o Banato bosnio (Bosanska banovina, Босанска бановина), fue un Estado medieval situado en lo que hoy es Bosnia y Herzegovina. Aunque los reyes húngaros vieron a Bosnia como parte de las Tierras de la Corona Húngara, el Banato de Bosnia fue, durante la mayor parte de su existencia, un Estado independiente de facto. Fue fundada a mediados del siglo XII y existió hasta 1377 con interrupciones bajo la Familia Šubić entre 1299 y 1324. En 1377 fue elevada a reino. 
La mayor parte de su historia estuvo marcada por una controversia político-religiosa que giraba en torno a la Iglesia cristiana nativa de Bosnia condenada como herética por las iglesias cristianas dominantes de Nicea, a saber, la católica y la ortodoxa, con la Iglesia católica siendo particularmente antagónica y persiguiendo a sus miembros a través de los húngaros.

## Antecedente histórico
En 1136, Béla II de Hungría invadió la parte alta de Bosnia por primera vez y creó el "Banato de Bosnia", inicialmente solo como un título honorífico para su hijo crecido Ladislao II de Hungría. Durante el siglo XII, los gobernantes dentro del banato de Bosnia actuaron de manera cada vez más autónoma desde Hungría y/o Bizancio. En realidad, las potencias externas tenían poco control de las regiones montañosas y algo periféricas que formaban el Banato bosnio.

## Historia

### Historia temprana y Kulin
Ban Borić aparece como el primer gobernante bosnio conocido en 1154, como vasallo húngaro, que participó en el asedio de Braničevo como parte de las fuerzas del Rey húngaro En 1167, Estuvo involucrado en ofensivas contra los bizantinos cuando proporcionó tropas para los ejércitos húngaros La guerra terminó con la retirada del ejército húngaro en la Batalla de Sirmium, cerca de Belgrado en 1167. La participación de Borić en la guerra indica que Bosnia era parte del reino húngaro en ese momento . Los húngaros demandaron por la paz en términos bizantinos y reconocieron el control del imperio sobre Bosnia, Dalmacia, Croacia al sur del río Krka, así como el Fruška Gora. Bosnia formó parte de Bizancio desde 1167 hasta 1180, pero como Bosnia era una tierra distante, el dominio sobre él probablemente era nominal.
En la época de la muerte del emperador Manuel I Komnenos (1180), Bosnia fue gobernada por Ban Kulin, quien logró liberarla de la influencia bizantina a través de la alianza con el rey húngaro Béla III y con la ayuda del gobernante serbio Stefan Nemanja y su hermano Miroslav de Hum. , con quien libró con éxito una guerra en 1183 contra los bizantinos. Kulin aseguró la paz, aunque continuó como vasallo nominal para el rey húngaro. pero no hay evidencia de que los húngaros ocuparan áreas del centro de Bosnia.
Los emisarios del Papa de esa época llegaron a Kulin directamente y se refirieron a él como "señor de Bosnia". Kulin recibió a menudo el tratamiento de "veliki ban bosanski" (Gran Ban de Bosnia) por sus contemporáneos y por su sucesor Matej Ninoslav. Tuvo un poderoso efecto en el desarrollo de la historia bosnia temprana, bajo cuyo gobierno existió una era de paz y prosperidad.
En 1189, Ban Kulin emitió el primer documento escrito de Bosnia, ahora conocido como la Carta de Ban Kulin, en cirílico bosnio, documento diplomático sobre las relaciones comerciales con la ciudad de Ragusa (Dubrovnik). El gobierno de Kulin también marcó el comienzo de una controversia que involucraba a la Iglesia bosnia indígena (una rama del bogomilismo), una secta cristiana considerada herética tanto por la Iglesia católica como por la Iglesia ortodoxa. Debajo de él, la "Edad de la Paz y la Prosperidad de Bosnia" llegaría a existir.